# Connie Mason

Connie Mason, (née le 24 août 1937 à Washington, aux États-Unis) est une actrice et playmate américaine. 
Elle est principalement connue pour avoir joué dans deux films du réalisateur Herschell Gordon Lewis, Blood Feast (1963) et 2000 maniaques (1964), considérés comme les premiers films gore de l'histoire du cinéma.

## Biographie
Connie Mason commence sa carrière au début des années 1960. Elle se fait d'abord remarquer comme playmate en apparaissant dans le numéro du mois de juin 1963 du magazine américain Playboy. Elle joue parallèlement dans plusieurs spots publicitaires.
Mariée une première fois à l'acteur Tom Young, elle rejoint sa famille en Floride après son divorce. Elle est découverte par le réalisateur Herschell Gordon Lewis. Ce dernier va la faire tourner successivement dans deux de ses films : Blood Feast (1963) où elle joue le rôle de Suzette Fremont, et 2000 maniaques  (1964), où elle interprète le personnage de Terry Adams.
Par la suite, sa carrière se résume au théâtre et à quelques apparitions (parfois non créditées) au cinéma. Elle figure notamment au générique du film Le Parrain 2 en 1974.
En 1964, elle a épousé l'acteur William Kerwin, et a eu deux filles : Denise Kerwin et Kim Kerwin, qui sont également devenues actrices par la suite. Connie Mason est aussi la belle-mère des acteurs Ken Olandt et Tom Everett.

## Filmographie

### Cinéma
- 1960 : Walk Like a Dragon : Diane
- 1963 : Blood Feast : Suzette Fremont
- 1964 : 2000 maniaques : Terry Adams
- 1968 : My Third Wife, George : Mary Ann
- 1970 : Dis-moi que tu m'aimes, Junie Moon (non créditée)
- 1970 : Lune de miel aux orties (non créditée)
- 1970 : Sweet Bird of Aquarius
- 1971 : Made for Each Other : Ingrid
- 1971 :  Les diamants sont éternels (non créditée)
- 1974 : Le Parrain 2 (non créditée)
- 1977 : Sudden Death
- 1985 : Tangiers : Marsha
- 1992 : Charlie's Ear : Grace
- 1998 : Marry Me or Die
- 1999 : Do You Wanna Dance? : Ms. Withley
- 2002 : Chronicle of a Madman